# Skylar Spencer
Skylar Rodrigo Spencer (Inglewood, 11 luglio 1994) è un cestista statunitense.

## Carriera
Il 15 dicembre 2023, la Pallacanestro Varese annuncia di aver trovato un accordo fino al 30 giugno 2024 con l'atleta americano, che torna così in Italia dopo l'esperienza alla Pallacanestro Trieste della stagione 2022/2023.
Spencer aveva iniziato la stagione 2023 nel campionato messicano, approda a Varese per sostituire Willie Cauley-Stein.